# トリコノドン
トリコノドンは、白亜紀前期のヨーロッパに生息していた三錐歯目の哺乳類である。

## 特徴
ネズミのような外観の哺乳類。体長は60cmとされ、特徴的な歯を持っていた。